# Доня (Италия)
До̀ня (на италиански: Dogna; на фриулски: Dogne, Доние, на словенски: Dunja Дуня) е село и община в Северна Италия, провинция Удине, автономен регион Фриули-Венеция Джулия. Разположено е на 430 m надморска височина. Населението на общината е 200 души (към 2010 г.).